# Suore francescane del Signore della Città

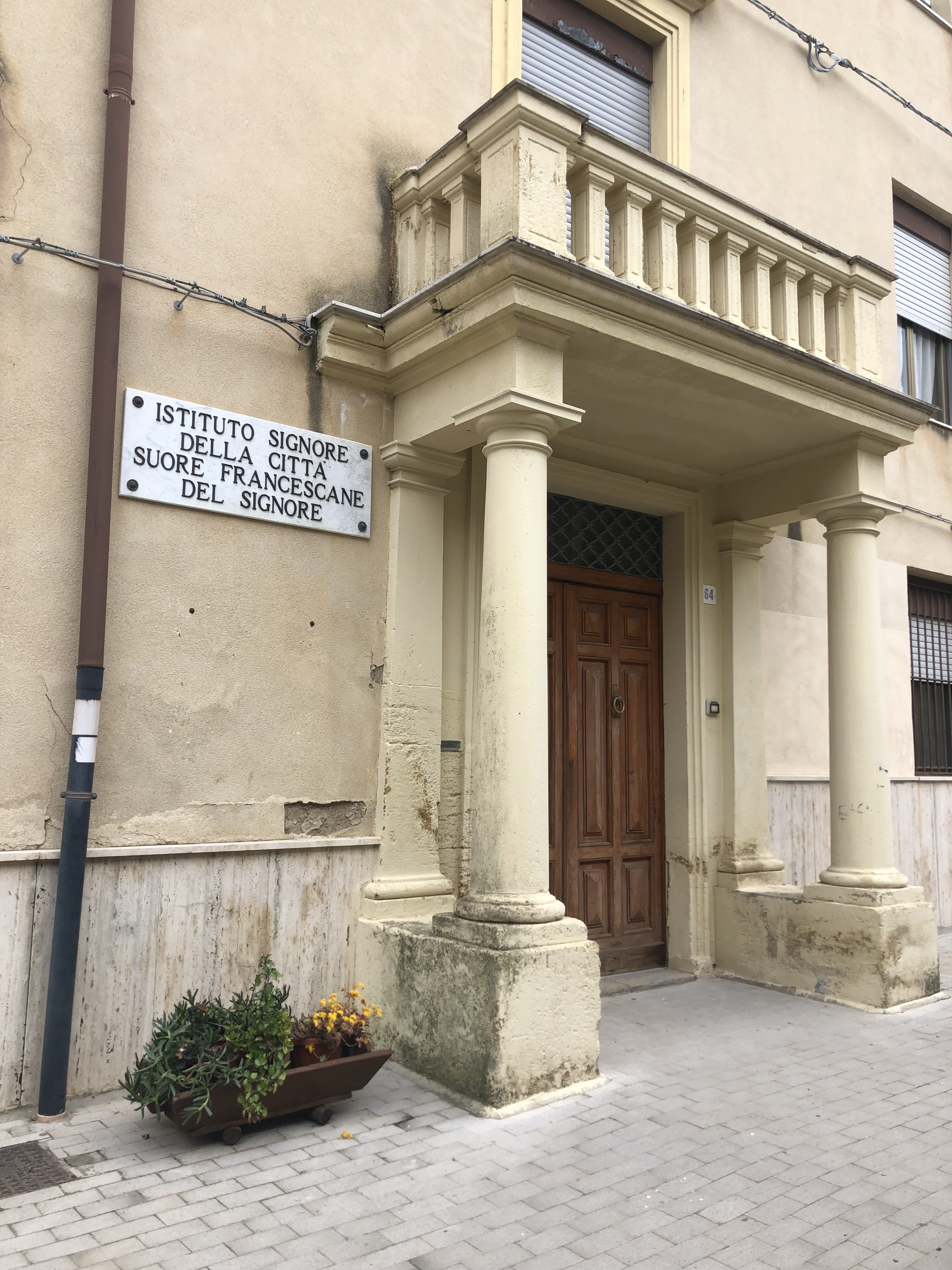
L'ingresso dell'Istituto

Le Suore Francescane del Signore della Città sono un istituto religioso femminile di diritto pontificio: le suore di questa congregazione pospongono al loro nome le sigla S.F.S.

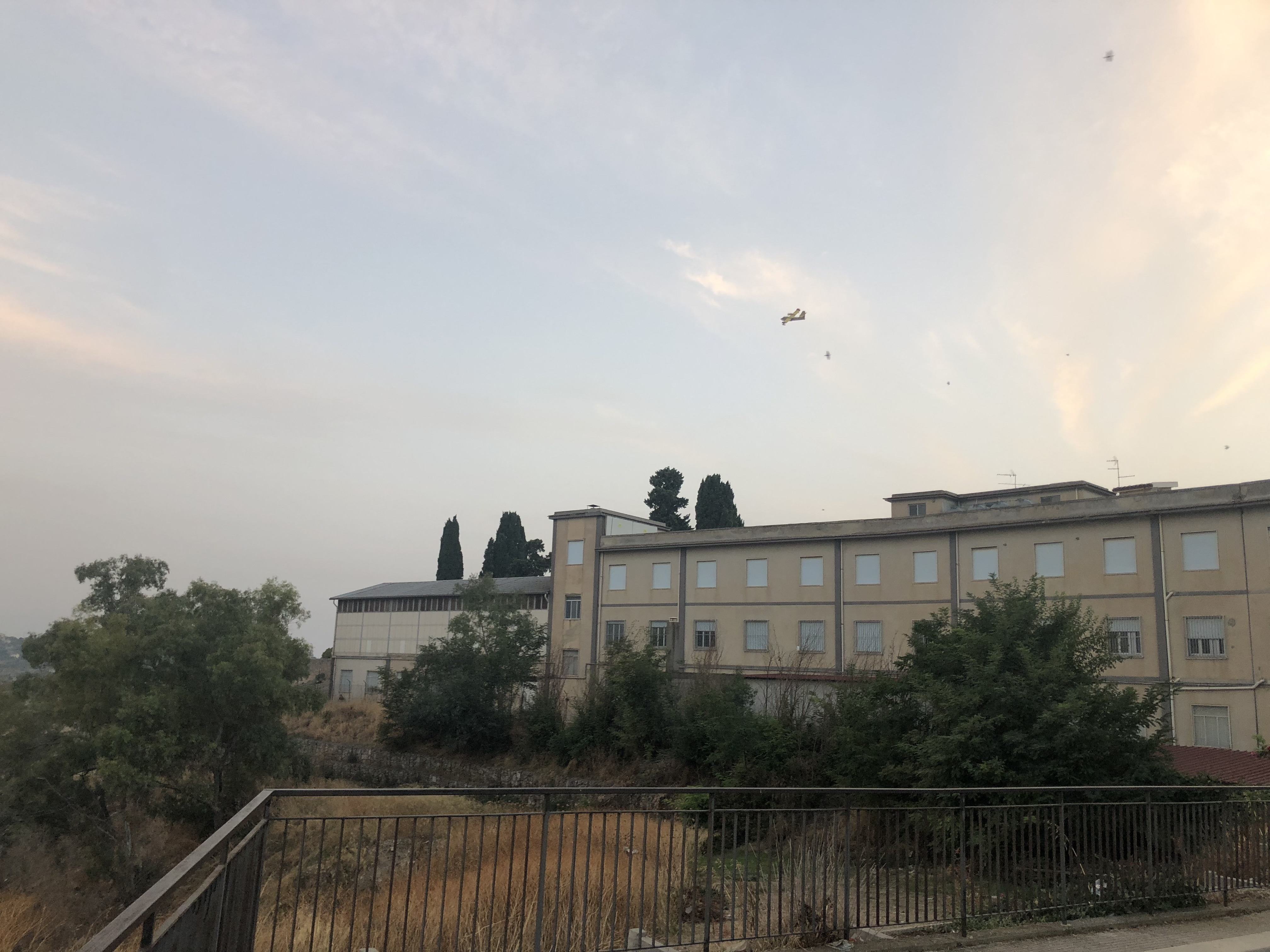
Vista dal piazzale di San Francesco dell'istituto della Congregazione delle Suore Francescane del Signore a Caltanissetta

## Storia

Angelico da Caltanissetta con alcune suore della congregazione da lui fondata e le loro allieve

La congregazione fu fondata dal frate minore cappuccino Angelico Lipani (1842-1920) a Caltanissetta, presso la chiesa dove era conservato un crocifisso noto come il "Signore della Città".
Le prime aspiranti presero l'abito religioso il 15 ottobre 1885: la congregazione fu aggregata all'ordine cappuccino con decreto del ministro generale Pacifico da Seggiano del 28 marzo 1909; le francescane del Signore della Città furono erette in istituto di diritto diocesano da Giovanni Jacono, vescovo di Caltanissetta, l'8 dicembre 1937 e ricevettero il pontificio decreto di lode il 7 dicembre 1950.

## Attività e diffusione
Le finalità dell'istituto sono l'istruzione e l'educazione cristiana della gioventù e l'assistenza ospedaliera agli ammalati.
Oltre che in Italia, sono presenti in Bolivia, Brasile, in Tanzania, Timor Est, Indonesia e nelle Filippine; la sede generalizia è a Roma.
Alla fine del 2008 la congregazione contava 310 suore in 54 case.

## Madri superiori e Madri Generali
| Foto | Nome                                | Mandato Inizio - Fine  | Elementi carismatici |
| ---- | ----------------------------------- | ---------------------- | --- |
|      | Suor Giuseppina Ruvolo M. S.        | 1885 - 9 08 1891       | Prima superiora dell'Istituto durante la fase primordiale. Entrò a far parte del Terzo ordine Francescano, diretto da P. Angelico Lipani, con sede presso la chiesetta del Signore della Città. Nel 1883 iniziò la costruzione dell'Istituto, che ospitò le prime 12 orfane. Il 10 Settembre 1884 lasciò la famiglia per diventare la madre delle orfanelle affidatole. Il 15 Ottobre 1885 prese i voti insieme a Suor Grazia Pedano; dando così origine alla Congregazione. Nel 1888, pur, rimanendo sola nell'istituto riuscì a continuare la sua missione. Il 9 Agosto 1891 a 53 anni morì, venne accompagnata all'ultima dimora dalle sue orfanelle e da Padre Angelico Lipani. Riesumata la tomba nel 1960 furono ritrovate intatte le sue spoglie mortali. |
|      | Suor Veronica Guarneri M. S.        | 1893 - 1899            | Prima superiora dell'Istituto durante la fase matura ed attuale. Al secolo Vincenza Melissa fu adottata dal falegname terziario francescano Salvatore Guarneri, che era anche custode della chiesa del Signore della Città. Nel 1893, operando nell'istituto che fin da bambina frequentava, fece la sua professione di fede a 18 anni, assumendo il nome di Veronica. Successivamente il vescovo Mons. Ignazio Zuccaro, ammirandone il carattere, la nomina superiora. Il 9 Novembre 1898 muore circondala dalle orfanelle e dalle consorelle. |
|      | Suor Angelica Marotta M. S.         | 1899 - 1926            | Al secolo Rachele fu all'età di 10 anni fu una delle prime 12 ragazze accolte nell'Istituto appena sorto. Il 9 Luglio 1898 fece la professione di fede con il nome di Angelica; alla morte di Suor Veronica, nel 1899, fu nominata Superiora. Il 9 luglio 1920, «fu lei a ricevere il testamento del fondatore morente e a promettere, a nome di tutte le suore, che avrebbe percorso la via della santità.» L'Istituto fu da lei ingrandito con un'ampia zona ricreativa e furono aperte le prime due filiali: Sommatino (1924) e Delia (1926). Suor Angelica nel 1925 dopo un evento luttuoso nell'Istituto, molto scossa, chiese di essere esonerata dall'incarico di Superiora. Non venne mai destituita formalmente da tale incarico, pur sostituita da suor Immacolata Lapaglia; muore il 5 Luglio 1929. |
|      | Madre Immacolata Lapaglia M. G.     | 1926 - 1938            | Al sevolo Francesca Margherita Maria detta Checchina. Studia al Collegio di Maria all'Olivella di Palermo, nel 1911 si diploma come maestra elementare, successivamente nel 1921-22 si trova ad insegnare all'Istituto del Signore della città, dove matura completamente la sua vocazione. Lì venne ammessa il 9 Settembre 1922 come postulante e il 9 dicembre vestì l'abito francescano, assumendo il nome di Suor Immacolata; riuscendo così a dar seguito alla sua giovanile vocazione, vocazione scoraggiata in gioventù dalla famiglia. Il 22 Dicembre 1926, su richiesta della sua superiora Suor Angelica, fu nominata dal vescovo Mons. Giovanni Jacono prima Madre Generale della Congregazione. Nel 1935 celebrò i 50 anni dalla Fondazione; pur non vedendo riconosciuta l'approvazione della Santa Sede. Grazie a lei nuove case furono aperte in Sicilia e in Calabria. Nel 1936 si ammala e dopo lunga malattia il 19 Agosto 1938 muore; ai suoi funerali l'intera città partecipò commossa. |
|      | Madre Annina Ragusa M. G.           | 1938 - 1964 I mandato  | Matura la sua vocazione dall'incontro giovanile con Suor Angelica e Madre Immacolata nell'istituto nisseno che lei da ragazza frequentò. Il 14 Dicembre 1929 fece la professione religiosa, con il nome di Suor Annina, venne nel 1930 nominata Madre Generale il giorno stesso dei funerali di Madre Immacolata, il 21 Agosto 1938. Fu madre Generale dal 1938 al 1964. Nominata da Mons. Jacono e confermata nel I Capitolo Generale (15.10.1957). Durante il suo generalato la Congregazione si espanse, fino a raggiungere, nel 1954, al di là dell'oceano, le terre brasiliane, con l'apertura di 5 case. Fu sotto il suo mandato che vi fu l'approvazione definitiva della Congregazione, con il decreto di lode di S. Giovanni XXIII, del 30 Agosto 1960. Il 10 Ottobre 1957 celebrò il I Capitolo Generale della Congregazione, in cui fu eletta Madre Generale e l'11 Aprile 1964 il II Capitolo, in cui venne eletta Madre Vincenzina Frijia. Durante il suo primo generalato (1938-1964) furono aperte 45 case. In un Capitolo Generale straordinario, il IV, che aveva come compito la revisione delle Costituzioni, adeguate alle disposizioni conciliari, dopo aver raccolto i suggerimenti provenienti dalle suore di tutte le case. Il 10 Dicembre 1970 la Sacra Congregazione dei Religiosi approvava le Costituzioni revisionate. Si ritira a vita spirituale dopo il VI mandato, morì a Roma il 17 Settembre 1990. |
|      | Madre Vincenzina Frijia M. G.       | 1964 - 1966            | Al secolo Isabella, in gioventù ebbe una vita serena frequentando ambienti di fede. A 18 anni professa la sua fede scegliendo di entrare nella Congregazione francescana dell'Istituto delle Suore Francescane del Signore, dopo aver conosciuto Madre Immacolata La Paglia. Il 24 Novembre del 1934 inizia il postulantato e il 29 Ottobre 1935 indossa l'abito francescano. Diventa prima segretaria generale e poi vicaria generale; per volere di suor Annina Ragusa, nel 1964 diventa Madre Generale. Durante il suo breve mandato, morì infatti, due anni dopo nel 1966, ebbe modo di indirizzare la Congregazione verso lo spirito del Concilio Vaticano II; visitò tutte le case presenti all'estero aprendone di nuove in Brasile, ottenne anche le parifiche per le scuole gestite dalla congregazione. A Caltanissetta viene ottenuta la parifica dell'Istituto magistrale esistente presso la Casa Madre. A Rio De Janeiro viene inaugurato l'Istituto Francisca Paula de Jesus, sempre in Brasile vengono aperti due orfanotrofi e due ospedali. A Caltanissetta Madre Vincenzina realizza l'Aspirantato; inizia e porta quasi a termine una grande Casa di accoglienza in Contrada Juculia, adibita oggi anche quale Centro per Ritiri Spirituali e Convegni. |
| idem | Madre Annina Ragusa M. G.           | 1966 - 1984 II mandato | Il 15 Ottobre 1966 si tenne il III Capitolo Generale, in cui fu rieletta Madre Annina, poi confermata nel V e nel VI. |
|      | Madre Giacinta Cammarata M. G.      | 1984 - 1996            | Nel 1937 entra nell'ordine religioso, nel 1941 esercita come maestra d'asilo ad Acquaviva Platani. Successivamente insegna a Catanzaro per tre anni e poi ad Albaneto, come superiora. Il 22 Agosto 1957, quando è stata eletta segretaria generale. Il 15 Ottobre 1966 è stata eletta Vicaria Generale; poi diventa nel 1979 superiora regionale in Brasile. Il 15 Ottobre 1984 è stata eletta Madre Generale e riconfermata nel successivo Capitolo. Durante il suo mandato ha celebrato il Centenario della Fondazione della Congregazione, e si spesa per una migliore formazione e vocazionale delle suore da lei dirette. Inoltre ha iniziato il cammino preparativo per l'apertura del Processo di canonizzazione di P. Angelico. Alla fine del suo mandato il 14 Gennaio 1997 parte alla volta della Tanzania, dove ha aperto la prima casa africana ad Arusha. Muore a Mussomeli l'8 Gennaio 2006. |
|      | Madre Celestina Dinarello M. G.     | 1996 - 2008            | Durante il suo mandato insieme ad altre suore promosse l'apertura della fase diocesana del Processo di Padre Angelico, fino alla chiusura positiva dello stesso. |
|      | Madre Arcangelina Guzzo M. G.       | 2008 - 2018            | Sotto il suo mandato si è svolta la celebrazione del 125° della Fondazione della Congregazione, con il coinbvolgimento dei festeggiamenti nelle varie case sparse per il mondo. |
|      | Madre Priscilla Dutra Moreira M. G. | 10.11.2018 a oggi      | Durante il suo mandato inizia l'apertura delle celebrazioni per il centenario della nascita al Cielo di Padre Angelico (2019-2020) e avviene la promulgazione del decreto dell'eroicità delle virtù dei Padre Angelico Lipani (5 luglio 2019). |